# Czajcze (powiat złotowski)
Czajcze – wieś w Polsce położona w województwie wielkopolskim, w powiecie złotowskim, w gminie Krajenka, przy trasie drogi wojewódzkiej nr 190.
W latach 1975–1998 miejscowość należała administracyjnie do województwa pilskiego.
Inne miejscowości o nazwie Czajcze: Czajcze